# 5つ数えれば君の夢
『5つ数えれば君の夢』（いつつかぞえればきみのゆめ、英題: Count Five to Dream of You ）は、日本の青春映画。監督・脚本は山戸結希。同監督の商業映画デビュー作であり東京女子流の映画初主演作品である。2014年3月8日公開。
山戸結希の前作『おとぎ話みたい』でも扱われた「少女とダンス」が作品上の大きな役割を果たしている。公開時のキャッチコピーは、「全シーン全カット必見の青春映画、誕生―」
2014年7月19日から同月27日までアメリカ合衆国・サンフランシスコで開催された『サンフランシスコ日本映画祭』でプレミア上映された。
清華祭（文化祭）を控えた私立手越女子高等学校を舞台に、最重要イベントであるミスコンテストを中心にストーリーが進行する。

## 制作までの経緯
針谷建二郎が東京女子流を使った映画を作ろうとしていることを直井卓俊に相談したところ、直井が山戸結希を推薦し本作が企画された。監督となった山戸が撮影前に東京女子流に会った際、最初の10分程度の印象から、主人公5人のキャラクターを決めた。その後2013年10月28日に2.5Dよりインターネット配信された東京女子流の記者会見で、山戸結希をゲストに迎え、本作の製作が発表された。宣伝広告費の一部はクラウドファンディングサービス「CAMPFIRE」で募集され、目標額の300万円を3日でクリアし、最終的に700万円を超える金額が集まった。出資者には特別試写会への招待、エンドロールに名前が表示されるなどの特典がつけられた。フェリシモが衣装制作に協力し、映画で使われたものと同じデザインの「私立手越女子高等学校セーラー服」をフェリシモの通販サイト「haco.」の「童話コスプレシリーズ」とのコラボとして販売された。

## キャスト
- さく - 山邊未夢（東京女子流）
- りこ - 新井ひとみ（東京女子流）
- 宇佐美 - 庄司芽生（東京女子流）
- 都 - 小西彩乃（東京女子流）
- 委員長 - 中江友梨（東京女子流）
- たかし - 大和田健介
- 倉田 - 栁俊太郎
- 高木 - 渡辺佑太朗
- 女 - 平野鈴
- ピアノの先生 - 椿かおり
- 教師 - 内田春菊

## スタッフ
- 原作・監督・脚本・編集：山戸結希
- 企画：針谷建二郎 (STORYWRITER INC)、直井卓俊 (SPOTTED PRODUCTIONS）
- プロデューサー：平林勉
- 撮影：鈴木一博
- 美術：井上心平、松原夏子
- 照明：KATSUYUKI NAKANISHI
- 録音：小宮元
- 音楽：Vampillia
- 助監督：渡辺直樹
- スタイリスト：齋藤ますみ
- ヘアメイク：寺沢ルミ
- ドレスデザイン：スエタカヨーコ
- ダンス振付：臼井比呂子 (EXPG)
- 衣装協力：フェリシモ
- 特別協力：エイベックス
- 制作プロダクション：AOI Pro.
- 配給：SPOTTED PRODUCTIONS
- 製作：「5つ数えれば君の夢」製作委員会（STORYWRITER INC、PARCO、AOI Pro.、ANSWR inc.、TCエンタテインメント、TBSラジオ&コミュニケーションズ、SPOTTED PRODUCTIONS）

## 主題歌
「月の気まぐれ」
作詞・作曲・編曲 - きくお 、 歌 - 東京女子流

## エピソード
- 劇中の高校名「手越」は東京女子流（Tokyo Girls' Style）の略称である「TGS」を意識したもの。

## 映像ソフト
TCエンタテインメントより発売。
- 5つ数えれば君の夢 プレミアム・エディション (Blu-ray + DVD)（2014年10月22日、TCED-2330）
  - Blu-ray本編ディスク、DVD本編ディスク、DVD特典ディスクの3枚組。
- 5つ数えれば君の夢 ディレクターズ・カット版 Blu-ray （2014年11月7日、TCBD-0391）
- 5つ数えれば君の夢 ディレクターズ・カット版 (DVD)（2014年11月7日、TCED-2331）

## 関連作品

### 漫画
今日マチ子により漫画化され、2014年2月20日から2014年6月26日まで 『Champion タップ!』（秋田書店）にて連載された。自由度の高いコミカライズ。
- 今日マチ子 『5つ数えれば君の夢』 秋田書店、全1巻
  - 2014年8月8日発売 ISBN 978-4-253-10051-9

### 写真集
- 東京女子流写真集 5つ数えれば君の夢（撮影：イソベマサミ、2014年2月28日、PARCO出版 ISBN 978-4865060621）- 公式写真集。

### インスタレーション
- 川田十夢（AR三兄弟）Presents「もう5つ数えれば僕の夢」（2014年3月20日 - 4月7日、パルコギャラリーX）- 本作とのコラボレーションによるインスタレーション[9]。

## 参考資料
- “Count Five To Dream Of You”.   サンフランシスコ日本映画祭公式サイト. 2014年7月4日閲覧。
- “東京女子流の映画初主演作品「5つ数えれば君の夢」応援プロジェクト”.   CAMPFIRE. 2014年3月9日閲覧。
- 「山戸結希インタビュー」『FREECELL』第16巻第528号、プレビジョン、東京、2014年2月26日。
- SWITCH Vol.72（2014年2月）山戸結希インタビュー
- Yamauchi, Eri (2014年4月1日). “インタビュー 山戸結希”.  SHIFT 日本語版. 2016年3月4日時点のオリジナルよりアーカイブ。2016年6月21日閲覧。
- “サンフランシスコ日本映画祭にて「5つ数えれば君の夢」をプレミア上映決定しました！”.   『5つ数えれば君の夢』公式Facebook (2014年6月28日). 2014年7月4日閲覧。
- “渋谷に川田十夢さんのインスタレーション－映画「5つ数えれば君の夢」公開記念”. シブヤ経済新聞. (2014年4月3日) 2014年7月4日閲覧。
- 高橋アツシ (2014年4月20日). “キラ星 集める“山戸銀河”『5つ数えれば君の夢』鑑賞記”.  シネマカラーズ. 2016年6月28日時点のオリジナルよりアーカイブ。2016年7月1日閲覧。
- “東京女子流、2本の映画主演決定「きらめきの瞬間を映像に」”.  ナタリー. 2015年4月3日時点のオリジナルよりアーカイブ。2014年3月7日閲覧。
- 深谷直子 (2014年3月11日). “インタビュー 山戸結希”.  intro. 2016年4月10日時点のオリジナルよりアーカイブ。2016年6月25日閲覧。

### インタビュー等
- ナタリーによる映画「5つ数えれば君の夢」特集